# Michail Michajlovič Prišvin
Michail Michajlovič Prišvin in russo Михаил Михайлович Пришвин? (Chruščëvo presso Orël, 1873 – Mosca, 16 gennaio 1954) è stato uno scrittore russo.
Rivoluzionario in gioventù, si dedicò in seguito in agronomia sino al 1905, quando pubblicò Nel paese degli uccelli non spaventati che gli valse un immediato riconoscimento. Da allora continuò a scrivere bozzetti, racconti, fiabe, vagando per lunghi periodi attraverso la Russia e vivendo di caccia e di pesca.
La sua vastissima opera narrativa si distingue per il profondo amore per la natura e per l'originalità del linguaggio (che si avvale delle sue esperienze a contatto con la vita primitiva del popolo).
Le sue opere non sono che tanti capitoli di un unico poema in prosa sulla natura. E ad esso appartiene anche idealmente il romanzo autobiografico La catena di Kascej, il cui titolo ha il simbolico significato della duplice catena dell'oppressione e del pregiudizio da cui l'uomo contemporaneo deve liberarsi.
Qui, come in tutta la sua opera, Prišvin dà opera di grande capacità introspettiva ed analitica, e tende a sviluppare una filosofia di tipo panteistico e rousseauiano.

## Opere principali
- L'arabo nero - (1923)
- Il calendario della natura - (1925)
- La catena di Kascej - (1927)
- Il prato d'oro - (1926)
- Zen-sen. La radice della vita - (1932)
- Primavera spoglia - (1940)
- Il gocciolio della foresta - (1943)
- Il tesoro del Sole - (1945)
- Gli occhi della terra - (1954)